# Toledonia limnaeoides
Toledonia limnaeoides is een slakkensoort uit de familie van de Diaphanidae. De wetenschappelijke naam van de soort is voor het eerst geldig gepubliceerd in 1913 door Odhner.